# Праду, Вагнер
Ва́гнер Пра́ду (порт.-браз. Wagner Prado; род. 30 декабря 1987, Кампинас, Сан-Паулу) — бразильский боец смешанного стиля, представитель полутяжёлой весовой категории. Выступает на профессиональном уровне начиная с 2009 года, известен по участию в турнирах бойцовских организаций UFC, KSW, WFCA, RCC, Max Fight и др. Владел титулом чемпиона Max Fight в полутяжёлом весе, был претендентом на титул чемпиона WFCA.

## Биография
Вагнер Праду родился 30 декабря 1987 года в городе Кампинас, штат Сан-Паулу.
В возрасте 19 лет начал заниматься тайским боксом. Практиковал бразильское джиу-джитсу, получив в этой дисциплине синий пояс. 

### Начало профессиональной карьеры
Дебютировал в смешанных единоборствах на профессиональном уровне в октябре 2009 года, за один вечер провёл два поединка и оба выиграл. Дрался в небольших бразильских промоушенах — из всех поединков неизменно выходил победителем, причём почти все бои заканчивал досрочно нокаутом.
Впоследствии переехал на постоянное жительство в Рио-де-Жанейро и стал тренироваться в команде Team Nogueira известного бразильского бойца Антониу Родригу Ногейры.

### Ultimate Fighting Championship
Имея в послужном списке восемь побед без единого поражения, Праду привлёк к себе внимание крупнейшей бойцовской организации мира Ultimate Fighting Championship и летом 2012 года подписал с ней долгосрочный контракт. Вскоре дебютировал в октагоне UFC, заменив травмировавшегося Чеда Григгса в бою с Филом Дэвисом. Уже в первом раунде получил непреднамеренный тычок в пальцем в глаз от Дэвиса и не смог продолжить драться, таким образом поединок был признан несостоявшимся.
Вторая встреча с Дэвисом состоялась в октябре 2012 года, на сей раз Праду попался в удушающий приём «анаконда» в концовке второго раунда и вынужден был сдаться.
На январь 2013 года планировался бой против канадца Роджера Холлетта, но тот снялся с турнира из-за травмы и был заменён новичком организации Илдемаром Алкантарой. Праду сдался своему соотечественнику в середине второго раунда в результате успешно проведённого рычага колена и на этом поражении был уволен из UFC.

### Дальнейшая карьера
Покинув UFC, Вагнер Праду продолжил выступать в ММА в рамках менее престижных промоушенов. Так, в ноябре 2014 года на турнире Circuito Team Nogueira Beach он техническим нокаутом выиграл у достаточно сильного соотечественника Джонни Уокера.
В 2015 году завоевал и защитил титул чемпиона Max Fight в полутяжёлой весовой категории.
В мае 2017 года претендовал на титул чемпиона World Fighting Championship Akhmat в полутяжёлом весе, но был нокаутирован действующим чемпионом из России Магомедом Анкалаевым.
В 2018 году отметился двумя успешными выступлениями на турнирах польского промоушена KSW.
На турнире российской организации Russian Cagefighting Championship в мае 2019 года потерпел поражение техническим нокаутом от российского бойца Антона Вязигина.

## Статистика в профессиональном ММА
| Боёв 21         | Побед 15 | Поражений 4 |
| --------------- | -------- | ----------- |
| Нокаутом        | 14       | 2           |
| Сдачей          | 0        | 2           |
| Решением        | 1        | 0           |
| Ничьи           | 1        | 1           |
| Не состоявшихся | 1        | 1           |

| Результат    | Рекорд     | Соперник                | Способ               | Турнир                              | Дата             | Раунд | Время | Место                          | Примечание                                                     |
| ------------ | ---------- | ----------------------- | -------------------- | ----------------------------------- | ---------------- | ----- | ----- | ------------------------------ | -------------------------------------------------------------- |
| Ничья        | 15-4-1 (1) | Ким Ду Хван             | Единогласное решение | Battlefield Fighting Championship 2 | 27 июля 2019     | 3     | 5:00  | Макао, Китай                   |                                                                |
| Поражение    | 15-4 (1)   | Антон Вязигин           | TKO (удары руками)   | Russian Cagefighting Championship 6 | 4 мая 2019       | 3     | 3:17  | Челябинск, Россия              |                                                                |
| Победа       | 15-3 (1)   | Лукаш Паробец           | KO (удар рукой)      | KSW 45: The Return To Wembley       | 6 октября 2018   | 1     | 0:41  | Лондон, Англия                 | Бой в тяжёлом весе. Нокаут вечера.                             |
| Победа       | 14-3 (1)   | Крис Филдс              | TKO (удары руками)   | KSW 44: The Game                    | 9 июня 2018      | 2     | 2:17  | Гданьск, Польша                |                                                                |
| Победа       | 13-3 (1)   | Арманду Сиксел          | KO (удар коленом)    | Katana Fight: Birthday Edition      | 25 ноября 2017   | 2     | 3:52  | Коломбу, Бразилия              |                                                                |
| Поражение    | 12-3 (1)   | Магомед Анкалаев        | KO (удары руками)    | WFCA 38: Grozny Battle              | 21 мая 2017      | 1     | 3:33  | Грозный, Россия                | Бой за титул чемпиона WFCA в полутяжёлом весе.                 |
| Победа       | 12-2 (1)   | Алду Силва              | TKO (удары руками)   | Max Fight 16                        | 15 августа 2015  | 1     | 4:19  | Сан-Паулу, Бразилия            | Защитил титул чемпиона Max Fight в полутяжёлом весе.           |
| Победа       | 11-2 (1)   | Сезар Фабиану Родригес  | TKO (удары руками)   | Max Fight 14                        | 28 марта 2015    | 1     | 3:08  | Сан-Паулу, Бразилия            | Выиграл вакантный титул чемпиона Max Fight в полутяжёлом весе. |
| Победа       | 10-2 (1)   | Джонни Уокер            | TKO (удары руками)   | Circuito Team Nogueira Beach 1      | 29 ноября 2014   | 2     | 3:40  | Рио-де-Жанейро, Бразилия       |                                                                |
| Победа       | 9-2 (1)    | Рафаэл Монтейру         | KO (удары руками)    | Iron Fight Combat 4                 | 13 сентября 2013 | 2     | 3:50  | Сан-Жозе-дус-Пиньяйс, Бразилия |                                                                |
| Поражение    | 8-2 (1)    | Илдемар Алкантара       | Сдача (рычаг колена) | UFC on FX: Belfort vs. Bisping      | 19 января 2013   | 2     | 2:39  | Сан-Паулу, Бразилия            |                                                                |
| Поражение    | 8-1 (1)    | Фил Дэвис               | Сдача (анаконда)     | UFC 153                             | 13 октября 2012  | 2     | 4:29  | Рио-де-Жанейро, Бразилия       |                                                                |
| Не состоялся | 8-0 (1)    | Фил Дэвис               | NC (нет результата)  | UFC on Fox: Shogun vs. Vera         | 4 августа 2012   | 1     | 1:28  | Лос-Анджелес, США              | Праду получил тычок пальцем в глаз и не смог продолжить бой.   |
| Победа       | 8-0        | Алду Султан             | KO (удары руками)    | Max Fight 13                        | 13 мая 2012      | 1     | 0:20  | Сан-Паулу, Бразилия            |                                                                |
| Победа       | 7-0        | Велингтон Родригес      | TKO (удары руками)   | Max Fight 8                         | 16 апреля 2011   | 1     | 4:23  | Кампинас, Бразилия             |                                                                |
| Победа       | 6-0        | Клебер Таварис ди Моура | Единогласное решение | X-Fight: Rio de Janeiro             | 15 января 2011   | 3     | 5:00  | Рио-де-Жанейро, Бразилия       |                                                                |
| Победа       | 5-0        | Фернанду Тресину        | TKO (удары)          | Campinas Fight 2                    | 6 ноября 2010    | 1     | N/A   | Кампинас, Бразилия             |                                                                |
| Победа       | 4-0        | Луис Эдуарду да Пайсан  | TKO (удары руками)   | Max Fight 7: Rally Brazil           | 24 июля 2010     | 3     | 1:25  | Итатиба, Бразилия              |                                                                |
| Победа       | 3-0        | Александри Имперадор    | TKO (удар по ноге)   | First Class Fight 4                 | 30 июня 2010     | 1     | N/A   | Сан-Паулу, Бразилия            |                                                                |
| Победа       | 2-0        | Мариу Диас              | KO (ногой в голову)  | Ichigeki: Brazil 2009               | 3 октября 2009   | 1     | 1:02  | Браганса-Паулиста, Бразилия    |                                                                |
| Победа       | 1-0        | Фернанду Тресину        | KO (удары)           | Ichigeki: Brazil 2009               | 3 октября 2009   | 1     | 0:35  | Браганса-Паулиста, Бразилия    |                                                                |